# Lesiny (Kozłowo)
Lesiny (niem. Leschienen) – część wsi Kozłowo w Polsce, położona w województwie warmińsko-mazurskim, w powiecie mrągowskim, w gminie Sorkwity, w sołectwie Kozłowo. 
W latach 1975–1998 Lesiny znajdowały się w województwie olsztyńskim.

## Historia
Lesiny, zwane także Lesinowem, powstały około 1800 roku jako osada czynszowa. W 1838 roku w Lesinach były dwa domy z sześcioma mieszkańcami. Późnej znajdowała się tu leśniczówka.
W 1973 Lesiny jako osada-leśniczówka należała do sołectwa Kozłowo, siedziba urzędu pocztowo-telekomunikacyjnego mieściła się w Rybnie, najbliższa stacja PKP znajdowała się w Sorkwitach a najbliższy przystanek PKS w Rybnie.